# Liquid Sky
Liquid Sky è un film di fantascienza indipendente del 1982, diretto da Slava Tsukerman e interpretato, tra gli altri, da Anne Carlisle e Paula E. Sheppard. Presentato al Montreal Film Festival nell'agosto del 1982, ha riscosso un discreto successo in diversi altri festival cinematografici. Prodotto con un budget di appena 500.000 dollari, è risultato essere il film indipendente di maggior successo del 1983, incassando 1,7 milioni di dollari in tutto il mondo.
Secondo alcuni critici, il film ha avuto un notevole impatto sulla scena musicale e culturale underground emersa nei primi anni 2000 a Brooklyn, Berlino, Parigi e Londra conosciuta con il nome di electroclash.

## Sinossi
In un affollato nightclub di Manhattan si tiene una sfilata di moda New Wave. Tra i modelli ci sono Margaret, cocainomane, e il suo partner-rivale Jimmy, anche lui dipendente dalla cocaina. Con loro, la performer Adrian, fidanzata di Margaret, spacciatrice che viene puntualmente importunata da Jimmy che non ha mai i soldi per comprarsi la droga.
Intanto, un UFO delle dimensioni di un piatto atterra sul tetto dell'attico dove vivono Margaret e Adrian. A osservarlo e a studiare le intenzioni di quelle peculiari forme aliene, prima dall'Empire State Building e poi fortuitamente dall'appartamento di Sylvia, madre di Jimmy, c'è lo scienziato tedesco Johann Hoffman.

## Distribuzione

### Edizioni home video
Il film è stato restaurato in 4K da Vinegar Syndrome nel 2017 e pubblicato in versione Blu-ray / DVD il 24 aprile 2018.

## Premi
- Montreal World Film Festival – Primo premio della giuria
- Sydney Film Festival – Premio del pubblico
- Cartagena Film Festival – Premio speciale della giuria per l’impatto visivo
- Brussels International Film Festival – Premio Speciale della Giuria
- Cinemanila International Film Festival – Premio speciale della giuria

## Sequel
Nel 2014, il regista Slava Tsukerman ha rilasciato un'intervista a The Awl , annunciando la preparazione di un Liquid Sky 2 , con Anne Carlisle a vestire ancora i panni di Margaret e a collaborare alla sceneggiatura.

## Altri riferimenti
- The Daily Beast,  https://www.thedailybeast.com/punks-ufos-and-heroin-how-liquid-sky-became-a-cult-movie.
- vol. 21, DOI:10.1080/0740770X.2011.563036, ISSN 0740-770X (WC · ACNP),  https://oadoi.org/10.1080/0740770X.2011.563036.
- villagevoice.com,  https://www.villagevoice.com/2018/04/10/the-downtown-new-wave-alien-sex-extravaganza-liquid-sky-looks-better-than-ever/.